# NGC 1110
NGC 1110 је спирална галаксија у сазвежђу Еридан која се налази на NGC листи објеката дубоког неба.
Деклинација објекта је - 7° 50' 17" а ректасцензија 2h 49m 9,4s. Привидна величина (магнитуда) објекта NGC 1110 износи 13,9 а фотографска магнитуда 14,5. Налази се на удаљености од 16,3000 милиона парсека од Сунца. NGC 1110 је још познат и под ознакама MCG -1-8-10, UGCA 43, FGC 346, PGC 10673.